# Гюллих, Вольфганг
Вольфганг Гюллих (нем. Wolfgang Güllich; 24 октября 1960 года, Людвигсхафен-ам-Райн — 31 августа 1992 года, Ингольштадт) — известен как один из сильнейших скалолазов в истории, альпинист, соло-восходитель, впервые преодолевший 8b, 8b+, 8c и 9а.

## Биография
Впервые он начал лазить на скалах из песчаника Пфальца. Вскоре он стал лучшим скалолазом в своем регионе и сделал первопрохождение свободным лазанием Юбилейной трещины (Jubiläumsriss) в возрасте 16 лет. Он посещал Эльбские Песчаниковые горы, Shawangunk Ridge и долину Йосемити в США, где смог пролезть большинство топ-маршрутов, включая второе прохождение Большой иллюзии (Grand Illusion, 8а/а+), впервые пройденного Тони Яниро. Позже он переехал в Франконскую Швейцарию (Франкенюра) и пробил много сложных маршрутов, среди которых:
- Канал в спине (Kanal im Rücken, 8b, 1984 г.), первая 8b в истории;
- Панки на стенде (Punks in the Gym, 8b+, 1985 г., гора Арапалис, Австралия), первая 8b+ в истории;
- Амадей Шварценеггер (8b+, 1986 г.);
- Уолл-стрит (Wallstreet, 8с, 1987 г.), первая 8с в истории;
- Прямое действие (Action Directe, 9а, 1991 г.), первая 9а в истории, все ещё относится к сложнейшим маршрутам в мире.

Так, Гюллих добавил несколько категорий в системе оценивания сложности маршрутов. Фактически, за исключением Кочки (Hubble, первая в мире 8с+), пройденной Беном Муном, он сделал четыре последовательных шага, начиная с первой в мире 8b. Гюллих также изобрёл современную систему тренировок на кампусборде для того, чтобы пролезть Прямое действие (Action Directe, 9а).
В 1984 году Вольфганг Гюллих принял участие в соревнованиях СССР по скалолазанию, проводившихся в Крыму. Из 55 участников трассу смогли пролезть 7 человек, в том числе и Гюллих, занявший 4-е место.
Вольфганг Гюллих преуспел также в альпинизме. Он первым прошел маршруты Вечный огонь (Eternal Flame, IX- A2) в Каракоруме и Всадники грозы (Riders on the Storm, IX A3) в Патагонии.
Вольфганг сломал спину, упав с Мастера мизеров (Master’s Edge) в карьере Millstone в Дербишире (Англия). После выздоровления поднялся на Отдельную реальность (Separate Reality) в национальном парке Йосемити в 1986 году. Без верёвки он пролез маршрут с 6-метровым карнизом.
Он также дублировал Сильвестра Сталлоне в фильме «Скалолаз».
В 1990 году он встретился с Аннет, на которой женился через год.
29 августа 1992 года Вольфганг Гюллих попал в аварию на автобане между Мюнхеном и Нюрнбергом. Два дня спустя он умер в больнице Ингольштадта, не приходя в сознание.

## Цитаты
- Вы не будете пить кофе после лазания, кофе — естественная часть лазания.
- Если скалолазание искусство, то креативность в нём — главный компонент.
- Соло-лазание — это активная борьба с осознанием нашей смертности. Оно не должно стать рутинным или автоматическим[3].
- Я сижу на солнце на плато — Отдельная реальность стала частью прошлого. Мысли о смерти учат ценить нас жизнь[3].